# Wohn- und Wirtschaftsgebäude Heesen 13

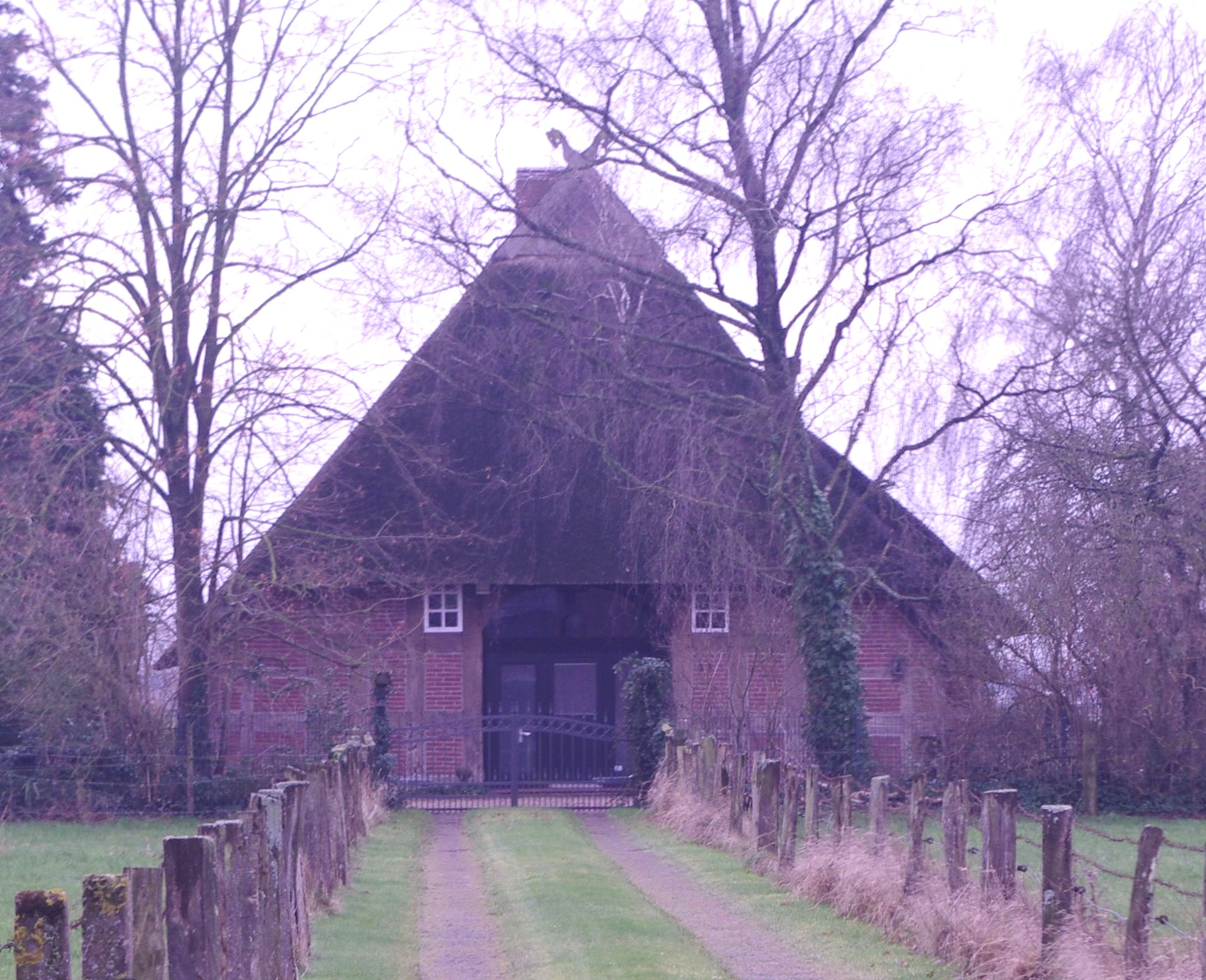

Das Wohn- und Wirtschaftsgebäude Heesen 13 in Hilgermissen-Heesen in der niedersächsischen Samtgemeinde Grafschaft Hoya stammt vom 18. Jahrhundert.
Aktuell (2023) wird es als Wohnhaus genutzt.
Das Gebäude steht unter Denkmalschutz (siehe auch Liste der Baudenkmale in Hilgermissen).

## Beschreibung
Das eingeschossige giebelständige Zweiständer-Hallenhaus in Fachwerk mit Steinausfachungen sowie mit reetgedecktem Krüppelwalmdach, Niedersachsengiebel mit Uhlenloch und niedersächsischen Pferdeköpfen wurde am Ende des 18. Jahrhunderts gebaut.
Das Gebäude wurde zu einem Wohnhaus umgebaut.
Auf der Anlage steht ein weiteres nicht denkmalgeschütztes Nebengebäude.
Das Landesdenkmalamt befand: „… geschichtliche Bedeutung … durch beispielhafte Ausprägung eines niederdeutschen Hallenhauses in Zweiständerkonstruktion …“